# Bahnhof Güterglück
Der Bahnhof Güterglück war Kreuzungsbahnhof der Strecken Biederitz–Trebnitz (Teil der Verbindung Magdeburg–Dessau) und Berlin–Blankenheim (Teil der Kanonenbahn). Der Bahnhof ist als Turmbahnhof gebaut. Nach Stilllegung der Strecke der Kanonenbahn ist Güterglück nur noch Halt der Regionalbahnen von Magdeburg und Dessau. Die Güterverkehrsanlagen sind nicht mehr in Betrieb.

## Lage
Der Bahnhof liegt im Ort Güterglück, etwa 800 Meter nördlich des Dorfkerns. Güterglück gehört heute zur Stadt Zerbst im Norden des Landkreises Anhalt-Bitterfeld in Sachsen-Anhalt. Die Station liegt am Streckenkilometer 26,9 der im Bereich Güterglück von Westnordwest nach Ostsüdost verlaufenden Bahnstrecke Biederitz–Trebnitz und bei Kilometer 111,5 (gezählt vom Bahnhof Berlin-Charlottenburg) der von Ostnordost nach Westsüdwest verlaufenden Bahnstrecke Berlin–Blankenheim.

## Geschichte

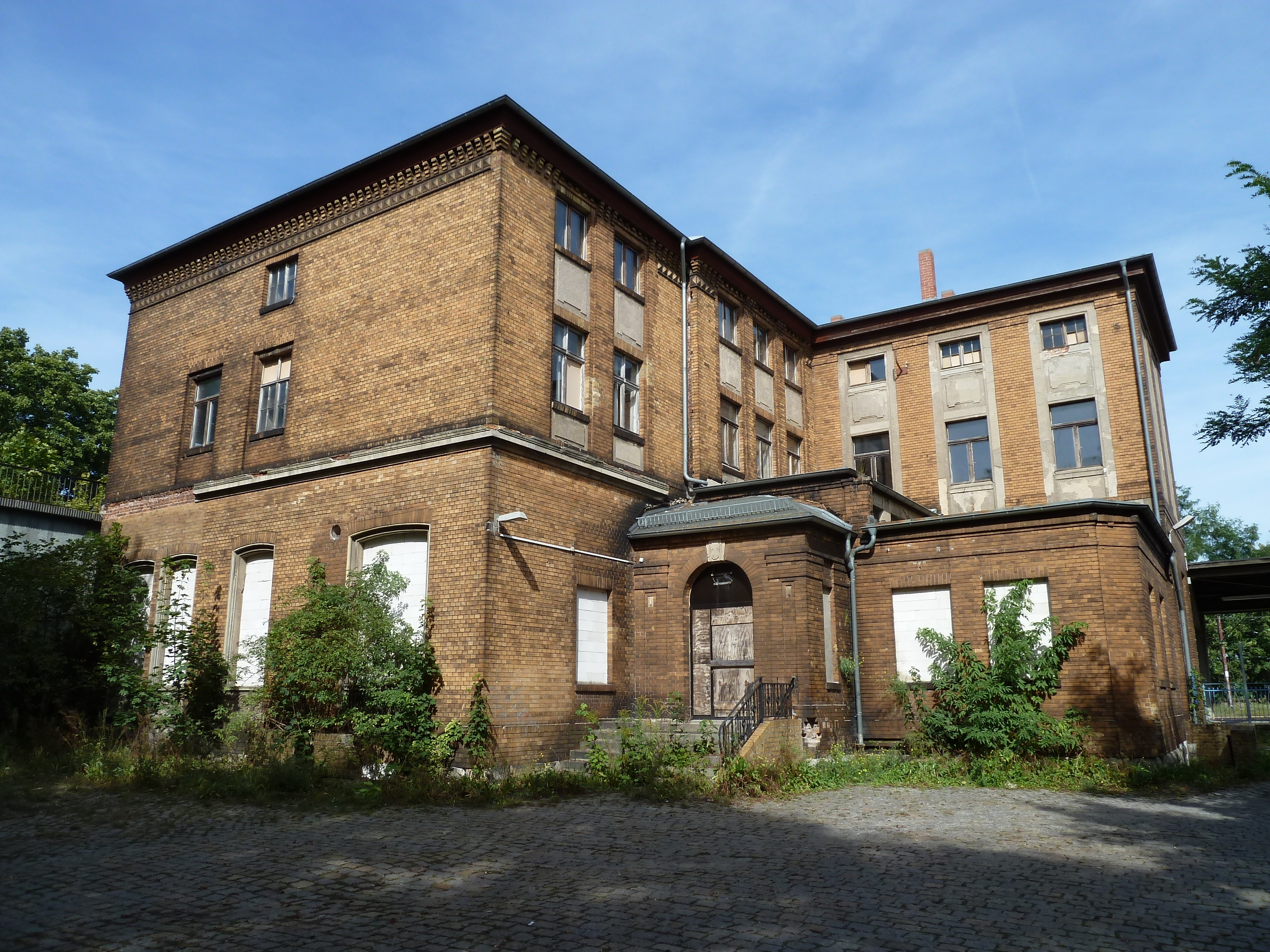
Empfangsgebäude, Straßenseite. Im Hintergrund rechts der Bahnsteig der früheren BPME, im Hintergrund links der der Kanonenbahn

Am 1. Juli 1874 eröffnete die Berlin-Potsdam-Magdeburger Eisenbahngesellschaft (BPME) ihre Strecke von Biederitz bei Magdeburg zur Grenze zum Herzogtum Anhalt bei Trebnitz, wo Anschluss an eine von der Berlin-Anhaltische Eisenbahn-Gesellschaft gebaute Strecke nach Zerbst und weiter nach Dessau hergestellt wurde. Bereits zu dieser Zeit bestanden Planungen für eine vor allem aus militärischen Erwägungen nötige Strecke von Berlin an die französische Grenze bei Metz.
Diese umgangssprachlich als Kanonenbahn bezeichnete Strecke sollte größere Ansiedlungen umfahren. Unter anderem deswegen wurden Wünsche der Stadt Zerbst, von der neuen Strecke bedient zu werden, abschlägig beschieden. Auch hätte eine Strecke über Zerbst neben der Elbe auch die Saale überbrücken müssen. So wurde eine nördlichere Streckenführung gewählt und Güterglück dabei zum Kreuzungspunkt beider Strecken. Am 15. April 1879 ging der Neubauabschnitt der Kanonenbahn von Berlin nach Blankenheim für den Güterverkehr in Betrieb, einen Monat später folgte der Personenverkehr. Zeitgleich mit der neuen Strecke wurde eine nördliche Verbindungskurve gebaut, wodurch Fahrten aus Berlin über Belzig in Richtung Magdeburg möglich waren und der an der Strecke nach Biederitz gelegene Güterbahnhof der BPME aus Richtung Berlin erreichbar war. Am anderen Ende der Verbindungskurve in Richtung Berlin entstand ein kleiner Verschiebebahnhof.

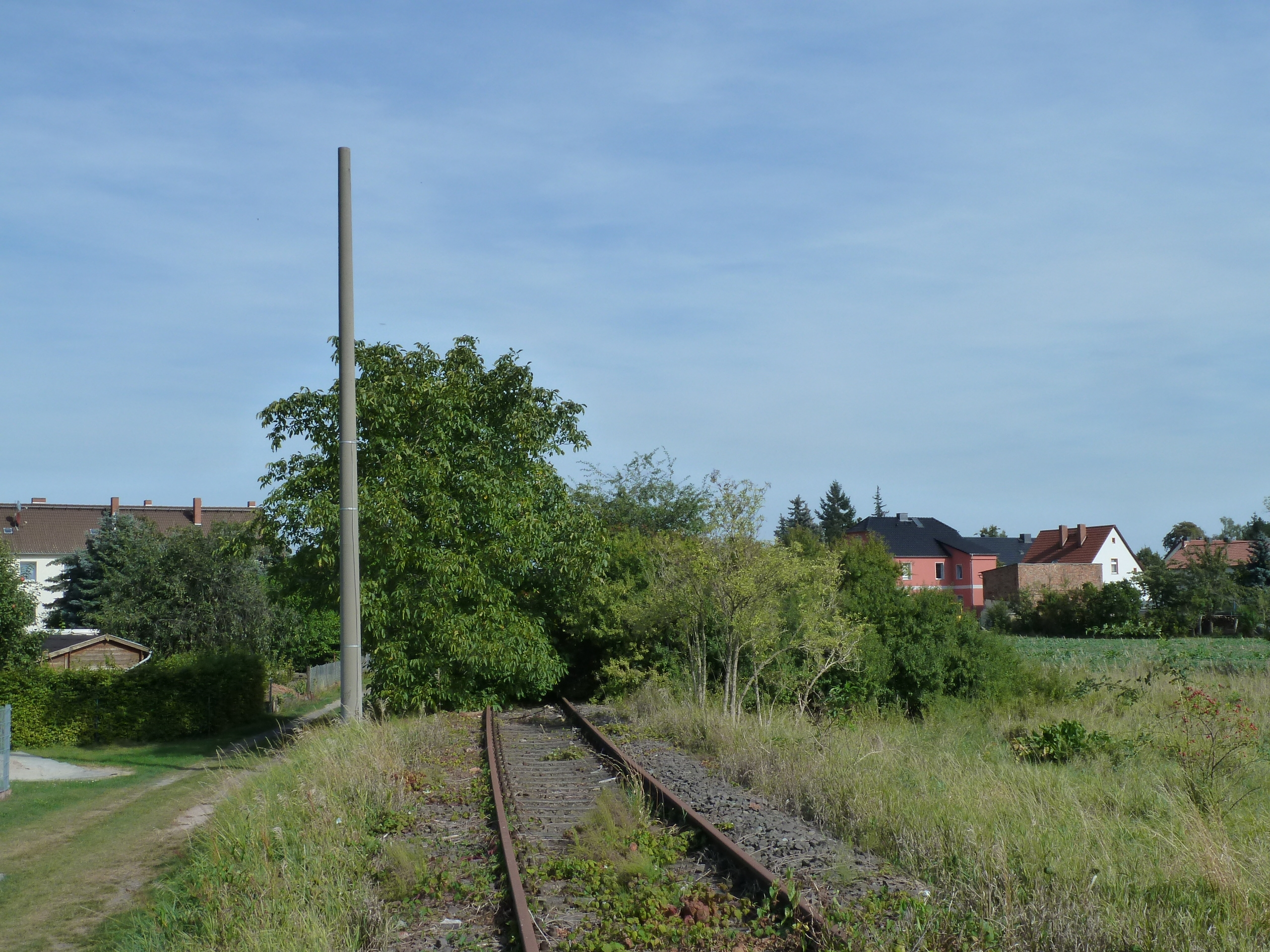
Südliche Verbindungskurve mit Fahrleitungsmast

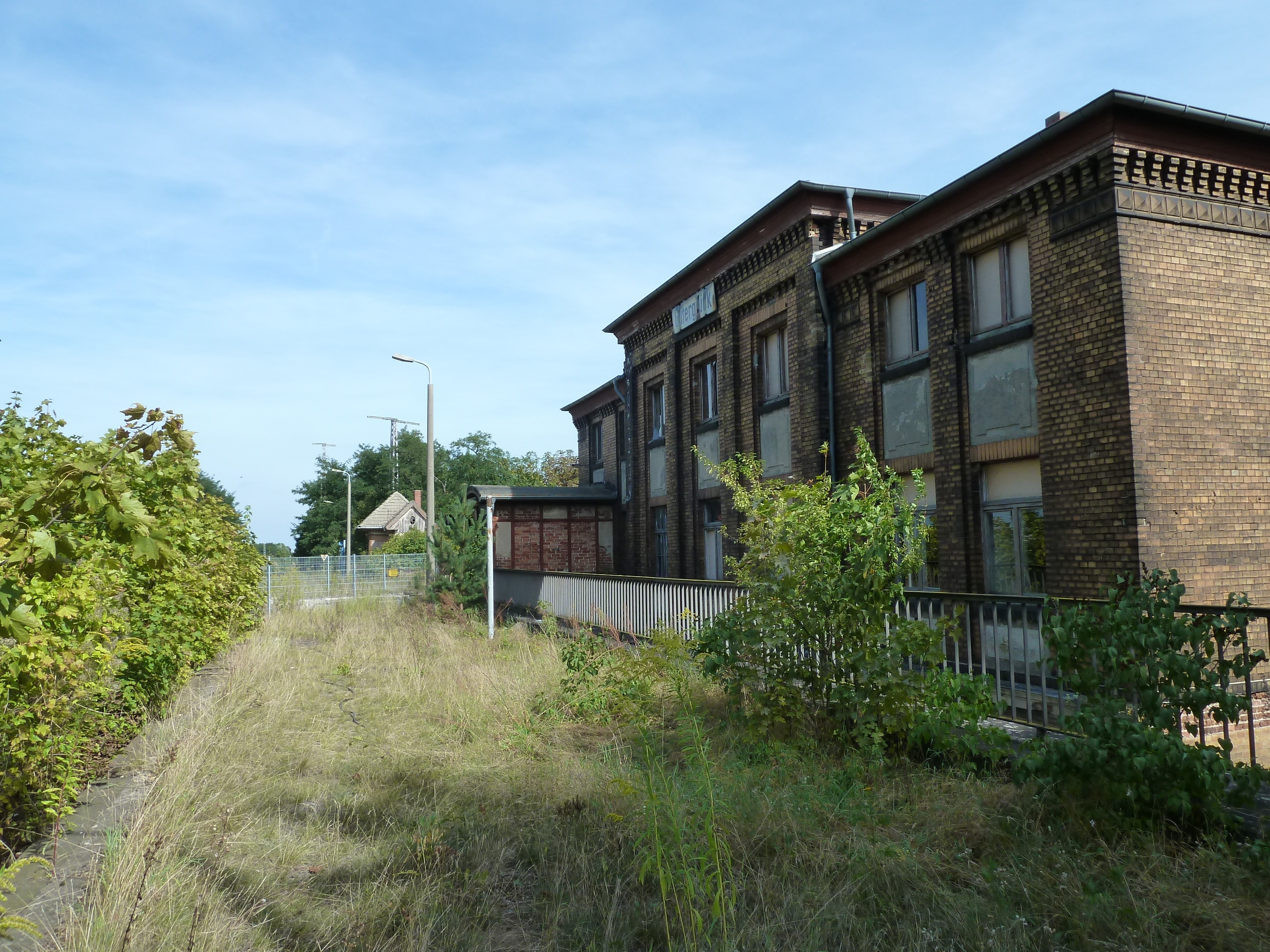
Reste des oberen Bahnhofsteils am Empfangsgebäude. Hinter dem Zaun verlief die Brücke über die unteren Gleise.

Zum 1. Februar 1923 wurde der elektrische Betrieb im unteren Bahnhof zunächst in Richtung Zerbst aufgenommen, am 1. Juli des gleichen Jahres folgte die Strecke in Richtung Magdeburg. Nach dem Zweiten Weltkrieg wurden die Fahrleitungsanlagen ebenso wie die zweiten Streckengleise beider Strecken als Reparationsleistung an die Sowjetunion demontiert. 1947/48 wurde eine südliche Verbindungskurve gebaut, mit der direkte Fahrten von Barby in Richtung Güsten möglich wurden. Um 1970 begannen die Umbauarbeiten im Bahnhof zur Errichtung eines neuen zentralen Stellwerks, wobei teilweise die Gleisanordnung geändert wurden. Vom 9. bis zum 11. Oktober 1980 wurde es in Betrieb genommen und ersetzte fünf mechanische Stellwerke im Bahnhof und ein weiteres an der südlichen Verbindungskurve. Zuvor war bereits zum 15. April 1975 der elektrische Betrieb im unteren Bahnhof in Richtung Roßlau und Magdeburg wiederaufgenommen worden.
Bereits zu DDR-Zeiten war geplant, die Strecke Berlin–Blankenheim als Entlastungsstrecke für mehrere Hauptstrecken vor allem für den Güterverkehr auszubauen und zu elektrifizieren. Nach der deutschen Wiedervereinigung wurden diese Pläne zunächst weiter verfolgt. 1993 wurde Berlin an das ICE-Netz angeschlossen und als Übergangslösung dazu zunächst die kurzen Fahrleitungslücke vom Güterbahnhof Güterglück über Wiesenburg geschlossen. Im Bereich des oberen Bahnhofs in Richtung Barby wurden Fahrleitungsmasten aufgestellt, die südliche Verbindungskurve bereits teilweise mit Fahrleitung überspannt.
Jedoch wurden die Pläne nicht verwirklicht. Im Gegenteil begann nach der Verlagerung des ICE-Verkehrs zunächst auf die direkte Strecke von Magdeburg nach Berlin und später über die Schnellfahrstrecke Hannover–Berlin ein Niedergang der Kanonenbahnstrecke. Im Dezember 2003 endeten sowohl der Güterverkehr aus Richtung Berlin und vom Rangierbahnhofs Seddin über die nördliche Verbindungskurve in Güterglück in Richtung Magdeburg als auch der Personenverkehr von Belzig über Güterglück und Barby nach Magdeburg. Als letzter Zug verkehrte bis Ende 2004 noch ein Ausflugszug an Wochenenden von Berlin in den Harz durch den oberen Teil des Personenbahnhofs. Bereits zuvor hatte DB Netz im April 2004 beim Eisenbahn-Bundesamt die Stilllegung der Abschnitte Wiesenburg–Güterglück und Güterglück–Barby beantragt, die nach der Einstellung des Personenverkehrs vollzogen wurde. Im Oktober 2011 wurden im Bahnhof Güterglück die Brücken der Strecke über die unteren Gleise abgebaut.

## Anlagen

### Gleisanlagen

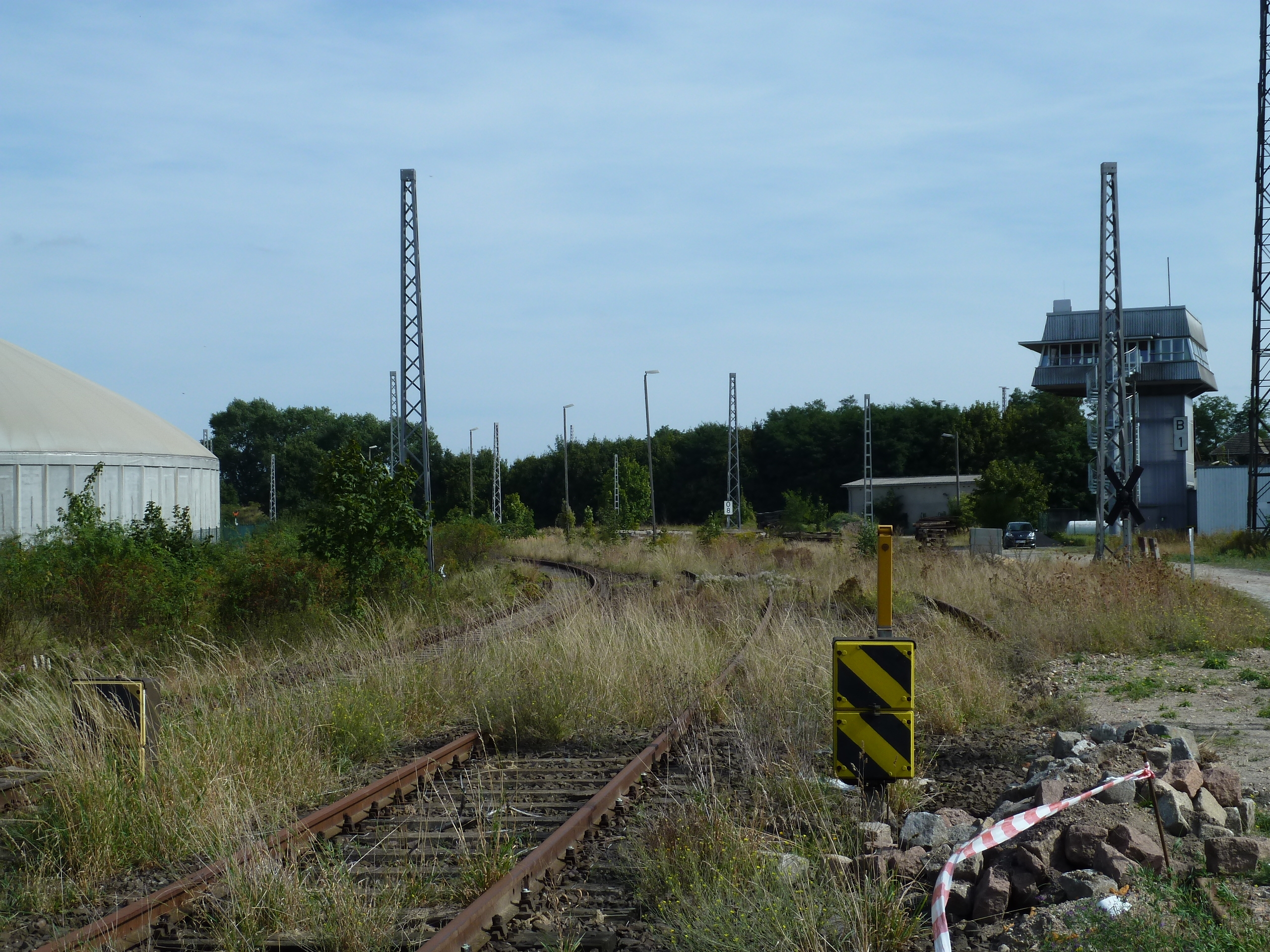
Nördliche Verbindungskurve mit Zentralstellwerk.

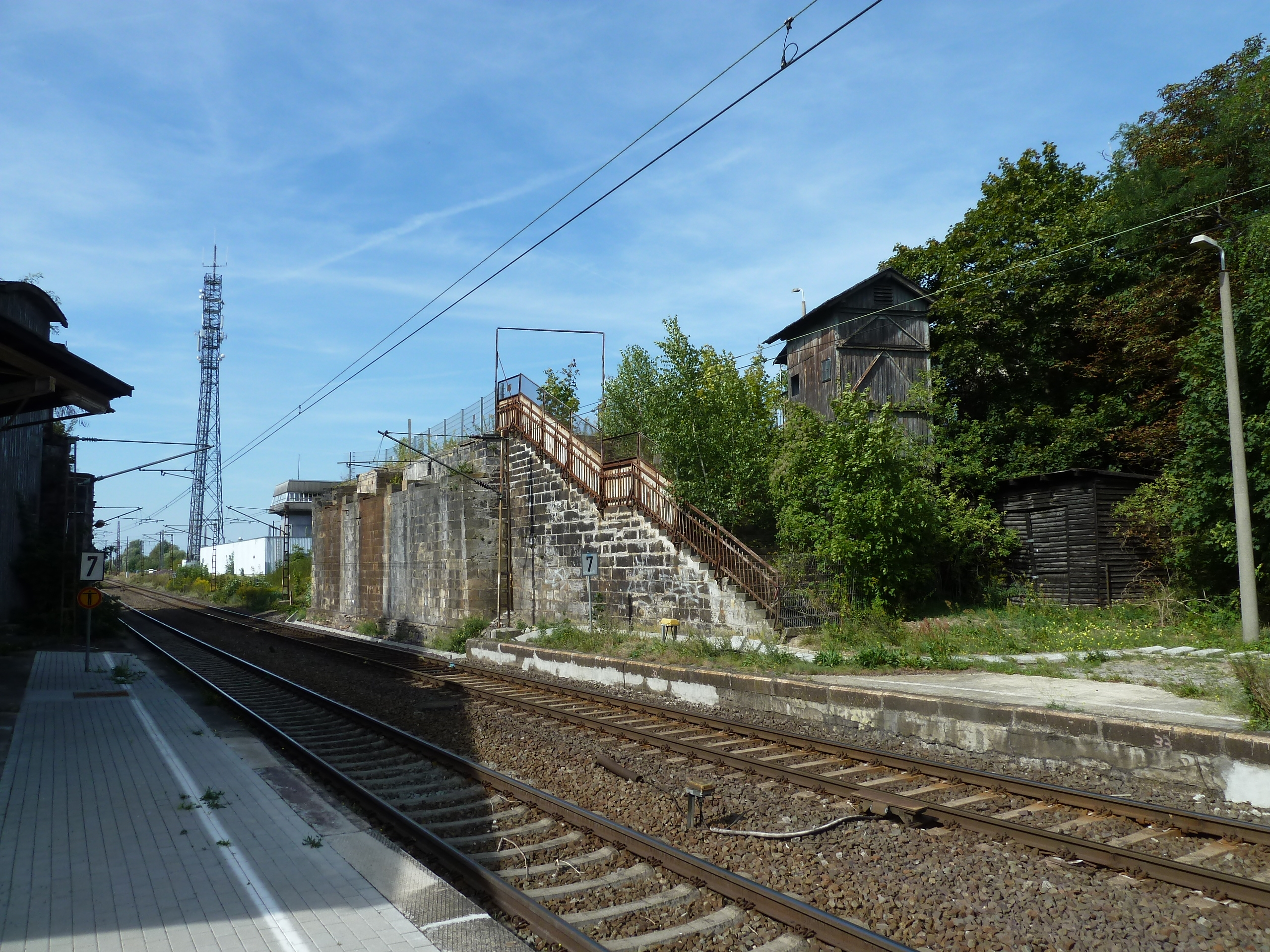
Untere Gleise, links Empfangsgebäude, rechts Treppe und Aufzug zum oberen Bahnsteig, im Hintergrund Zentralstellwerk.

Im Personenbahnhof überquerte die bis 1945 zweigleisige Strecke Berlin–Blankenheim die ebenfalls zweigleisige Strecke Biederitz–Trebnitz. Nach 1945 verloren beide Strecken ihr zweites Gleis, das auf der unteren Strecke in den 1970er Jahren wieder aufgebaut wurde. Zu Zeiten der Zweigleisigkeit war der obere Teil des Personenbahnhofs mit den Bahnsteigen sicherungstechnisch bereits Bestandteil der freien Strecke. Nördlich der Streckenkreuzung
führte eine Verbindungskurve aus Richtung Berlin in Richtung Biederitz. An ihrem östlichen Ende lag ein Verschiebebahnhof, bestehend aus zwei Durchgangsgleisen, einem Überholgleis, zwei weitere Hauptgleisen und sechs Rangier- und Ausfahrtgleisen sowie zwei mechanischen Stellwerken.
Am westlichen Ende der Verbindungskurve lag ein Güterbahnhof, der frühere Güterbahnhof der BPME. Er bestand aus fünf Gleisen. In diesem Bereich wurde das 1980 eröffnete Zentralstellwerk gebaut, hierbei handelt es sich um ein Gleisbildstellwerk des Typs GS II Sp 64 b.
Die Anlagen für den Ortsgüterverkehr lagen nordöstlich des Personenbahnhofs und waren von der Verbindungskurve aus zu erreichen.
Eine weitere, 1947 eröffnete Verbindungskurve im Süden des Bahnhofs ermöglichte Fahrten aus Richtung Barby nach Zerbst. Im Bereich des Personenbahnhofs an der Streckenkreuzung zwischen den beiden Verbindungskurven gelegen, gab es außer den jeweils zwei Bahnsteiggleisen im oberen und im unteren Bahnhofsteil keine weiteren Gleise.

### Empfangsgebäude und Bahnsteige
Das Empfangsgebäude ist ein l-förmiger dreigeschossiger Bau. An der unteren Strecke liegen zwei Außenbahnsteige, die über einen Tunnel verbunden sind. Der südwestliche untere Bahnsteig liegt direkt am Empfangsgebäude und war vom Erdgeschoss zu erreichen. Vom ersten Stock des Gebäudes gab es einen Zugang zu den oberen Bahnsteigen. Hier gab es einen Hausbahnsteig direkt am Empfangsgebäude, über den ein Zwischenbahnsteig zu erreichen war. Des Weiteren gab es Treppen vom oberen Hausbahnsteig zu den unteren Bahnsteigen sowie Lastenaufzüge, deren Reste erhalten sind.
Da die Reisendenverkehrsanlagen abgängig sind, wollte die Deutsche Bahn ursprünglich bereits Ende 2017 den Personentunnel verfüllen und den nördlichen Bahnsteig außer Betrieb nehmen. Der Neubau einer Brücke an der bestehenden Verkehrsstation wurde aber verworfen. Stattdessen sollen neue, ortsnähere Bahnsteige gebaut werden, die ebenerdig und damit barrierefrei vom Bahnübergang Moritzer Straße zugänglich sind. Da sich deren Bau verzögert, wurde Ende 2018 eine provisorische Überführung errichtet.
Das Bahnhofsgebäude ist heute in Privatbesitz und wird renoviert.